# Propiedad del producto cero
En álgebra, la propiedad del producto cero afirma que si el producto de dos números reales es cero, entonces al menos uno de los dos factores es cero. Expresado en fórmula, esto es:
{\displaystyle ab=0\Rightarrow a=0\lor b=0}
Este concepto se puede generalizar en el álgebra abstracta, en la teoría de anillos, con un enunciado casi igual, donde cero se entenderá como el cero del anillo. Un anillo para el que esta ley es válida es el que se conoce como dominio de integridad.
Es posible demostrar que la propiedad del producto cero se verifica con seguridad en los cuerpos no conmutativos, en virtud de la existencia del elemento inverso con respecto al producto para todo elemento distinto de 0.

## Demostración
Es absurdo asumir que exista un par de elementos {\displaystyle x,y} pertenecientes a un cuerpo {\displaystyle K} ambos diferentes de cero, tal que {\displaystyle x\cdot y=0}.
Multiplicando ambos lados de la ecuación por el elemento inverso de {\displaystyle x} y aplicando la propiedad del cuerpo se obtiene:
{\displaystyle x^{-1}\cdot x\cdot y=x^{-1}\cdot 0.}
ya que en un cuerpo:
{\displaystyle a\cdot 0=0,}
de hecho
{\displaystyle a\cdot 0=a\cdot (0+0)=a\cdot 0+a\cdot 0}
por lo tanto, según la propiedad del producto cero se tiene:
{\displaystyle a\cdot 0=0}
y por consiguiente:
{\displaystyle 1\cdot y=0}
{\displaystyle y=0}
lo cual contradice la hipótesis de que ambos elementos fueran diferentes de cero.